# Sebastian Olariu
Sebastian Olariu (n. 1859, Tătărăști -  d. 13 septembrie 1948, Făget) a fost un deputat în Marea Adunare Națională de la Alba Iulia, organismul legislativ reprezentativ al „tuturor românilor din Transilvania, Banat și Țara Ungurească”, cel care a adoptat hotărârea privind Unirea Transilvaniei cu România, la 1 decembrie 1918.

## Biografie
Sebastian Olariu a fost protopop stavrofor și a participat la Marea Adunare Națională de la Alba Iulia în calitate de reprezentant al Protopopiatului Făget, județul Caraș-Severin, Episcopia Caransebeș.